# Elhaz

Elhaz

Elhaz oder Algiz (ᛉ) ist die fünfzehnte Rune des älteren Futhark und die elfte Rune des altnordischen Runenalphabets mit dem Lautwert z.
Der rekonstruierte urgermanische Name bedeutet Elch. Die Rune erscheint in den Runengedichten als altnordisch yr, altenglisch eolhx bzw. gotisch ezec.
Zur Unterscheidung von der Madhr-Rune wird sie im jüngeren Futhark oft gestürzt (auf den Kopf gestellt) verwendet (ᛣ).

## Name
Der tatsächliche Name der Rune ist unklar, da die drei Quellsprachen sie unterschiedlich bezeichnen. Im altnordischen Runengedicht wird die Rune als yr (ȳr) bezeichnet, was „Eibe“ bedeutet. Dieser Name dürfte damit ursprünglich die gleichbedeutende Ihwa-Rune bezeichnet haben, die im nordischen Runengedicht fehlt. Zu der spätgotischen Überlieferung ezec fehlt bislang eine überzeugende Etymologie. Als Namenspate wurde daher die altenglische Variante eolhx gewählt, die auf ags. eolh „Elch“ zurückgeführt wird.

## Lautwert
Der urgermanische Laut *z kam durch die Wirkung von Verners Gesetz aus früherem *s nur im In- oder Auslaut zustande. Dementsprechend kommt die Elhaz-Rune nicht am Wortanfang vor. Sie wird mit dem lateinischen Buchstaben z transkribiert.
Im Altnordischen entwickelte sich dieser Konsonant zu einem /r/-Laut, weshalb die Transkription hier üblicherweise durch den lateinischen Buchstaben ʀ (ersatzweise versales R) erfolgt.

## Zeichenkodierung
| Unicode Codepoint | U+16C9                   | U+16D8                          | U+16E3            | U+16E6                      | U+16E7                     | U+16E8                    |
| Unicode-Name      | RUNIC LETTER ALGIZ EOLHX | RUNIC LETTER LONG-BRANCH-MADR M | RUNIC LETTER CALC | RUNIC LETTER LONG-BRANCH-YR | RUNIC LETTER SHORT-TWIG-YR | RUNIC LETTER ICELANDIC-YR |
| HTML              | &#5833;                  | &#5848;                         | &#5859;           | &#5862;                     | &#5863;                    | &#5864;                   |
| Zeichen           | ᛉ                        | ᛘ                               | ᛣ                 | ᛦ                           | ᛧ                          | ᛨ                         |

## Verwendung in der Neuzeit

### Esoterik

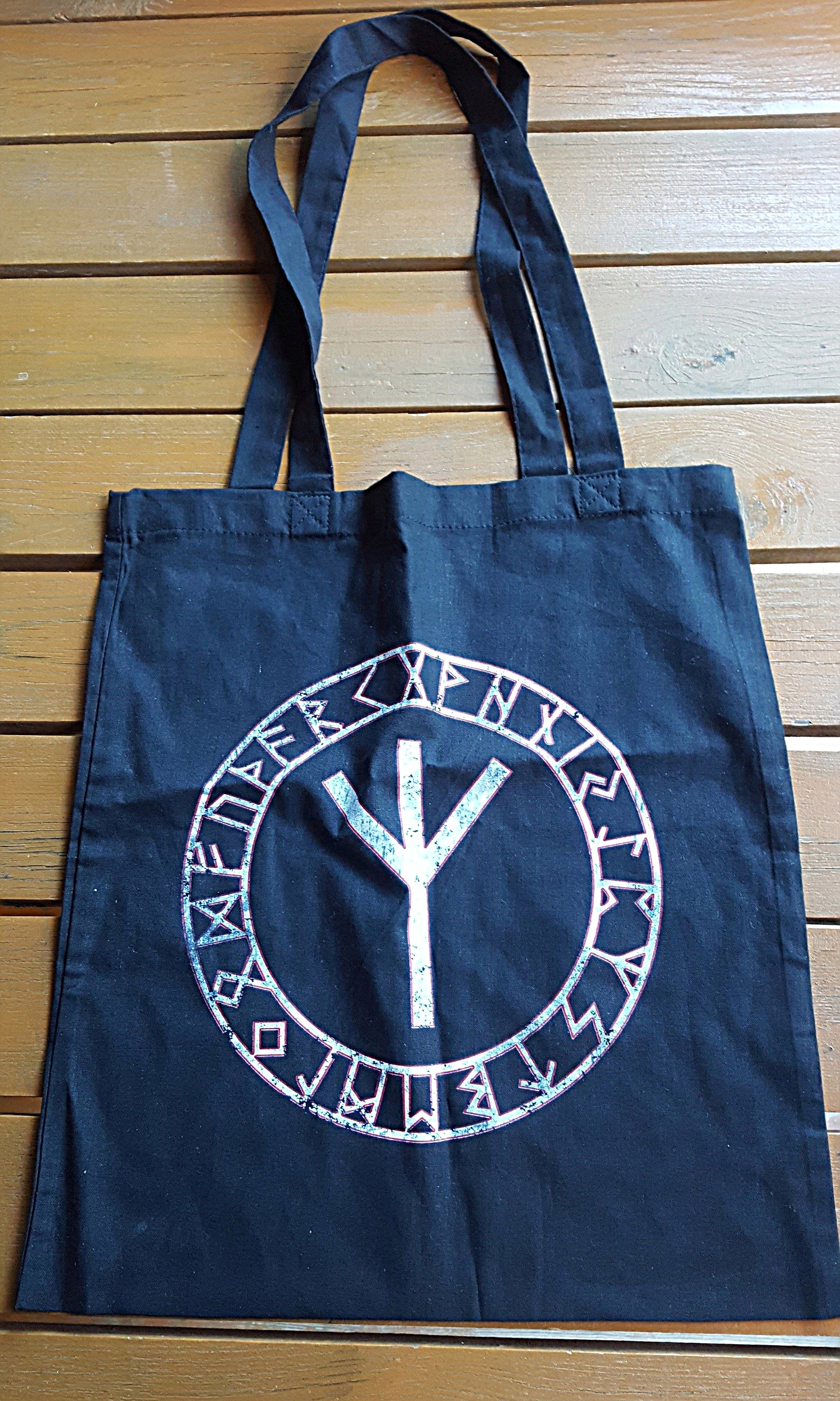
Tragetasche aus Baumwolle mit Futhark und Algiz

Im „Armanen-Futhark“, einer Erfindung des völkischen Autors und Esoterikers Guido von List aus dem Jahr 1902, wird die Rune als „Lebensrune“ und ihr invertiertes Pendant (ᛣ) – eine Sturzrune – als „Todesrune“ bezeichnet. Diese Namen und ihre Deutung sind rein fiktiv, während die Form lose auf der Elhaz-Rune basiert.
In der modernen Esoterik bedeutet die Algiz-Rune Abwehr und Schutz und ist auf Kleidungsstücken, Schmuck und verschiedensten Alltagsgegenständen zu finden. Je nach der persönlichen Sichtweise des Trägers wird sie dann als magische Schutzrune oder auch einfach nur als Schmuckzeichen angesehen.

### Zeit des Nationalsozialismus
Unter dem NS-Regime wurde die Lebensrune als Lebensborn-Zeichen sowie in Abgrenzung zur christlichen Symbolik anstatt der üblichen genealogischen Zeichen für das Geburtsdatum (*) und in gestürzter Form für das Sterbedatum (†) verwendet. Das Symbol wurde unter anderem auf Gräbern von SS-Angehörigen angebracht und fand durchgehend bis zum Schluss Verwendung; nicht selten auch noch nach 1945 (siehe Abbildungen). Als im Mai 1945 im Sonderbereich Mürwik, dem Aufenthaltsort der letzten Reichsregierung, die Offiziere Wolfgang Lüth und Hans-Georg von Friedeburg verstarben, wurden sie auf dem Friedhof Adelby nebeneinander beigesetzt. Sie erhielten einen identischen Grabstein, in der Gestalt des Tatzenkreuzes, wie es die Wehrmacht führte, sowie eine Inschrift mit der besagten Rune.

Abbildungen
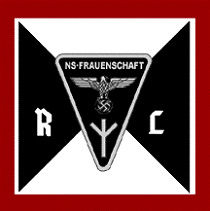
Kfz-Standarte der Reichsfrauenführerin
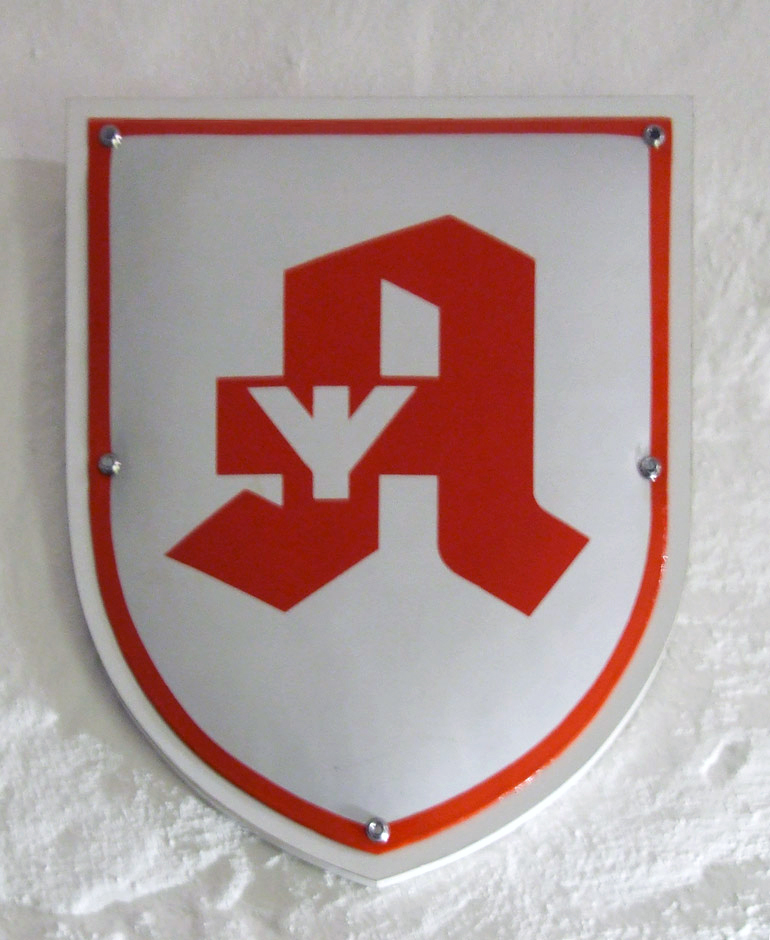
Deutsches Apothekenlogo im Dritten Reich
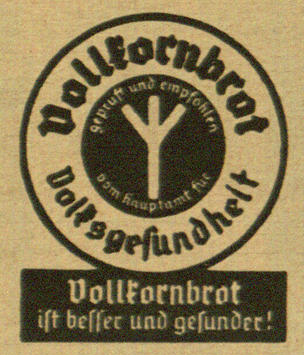
Anzeige des Hauptamts für Volksgesundheit der NSDAP
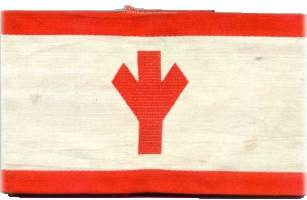
Armband des Sanitätsdienstes in der Hitlerjugend
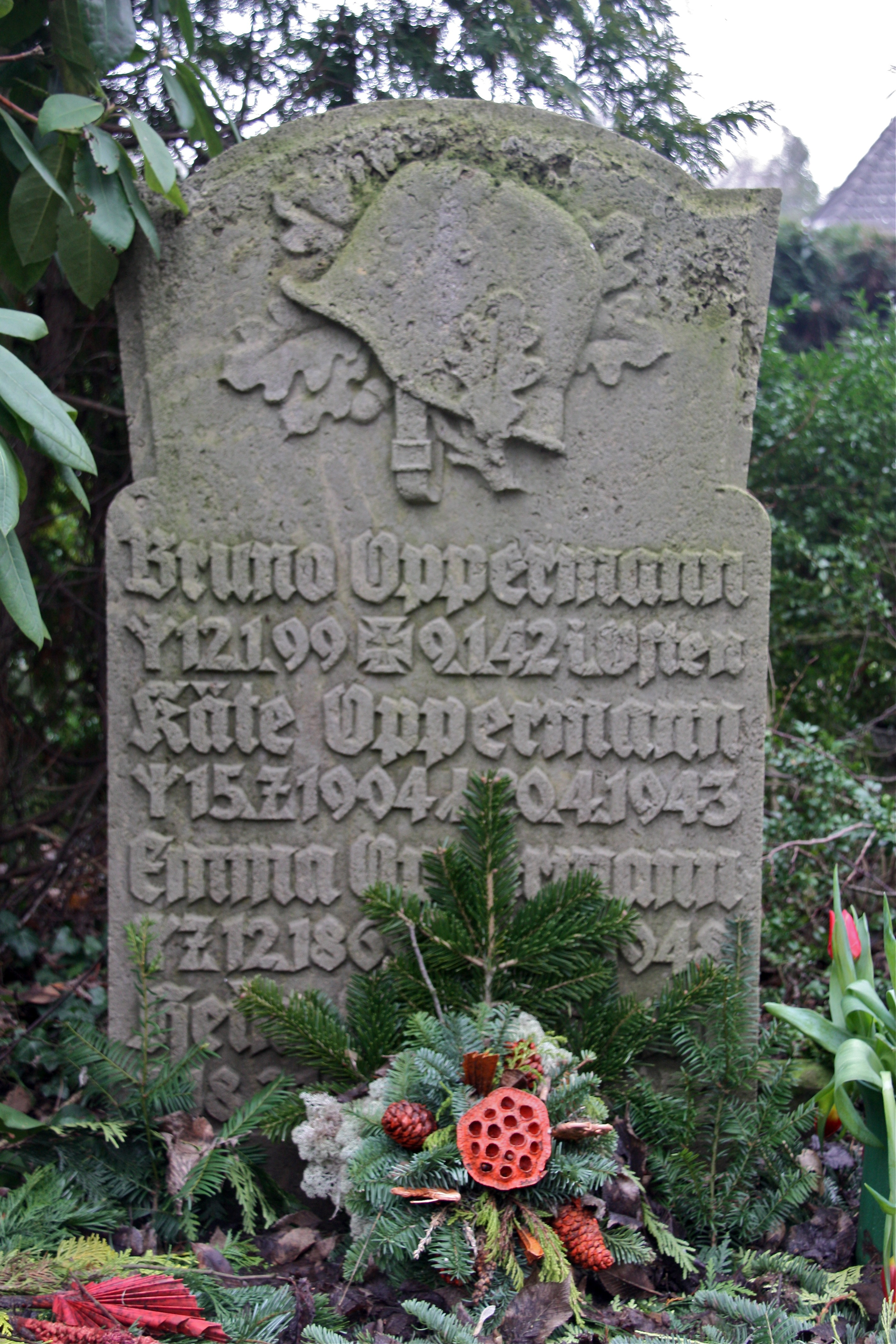
Beispiel zur Verwendung für Geburts- und Sterbedatum
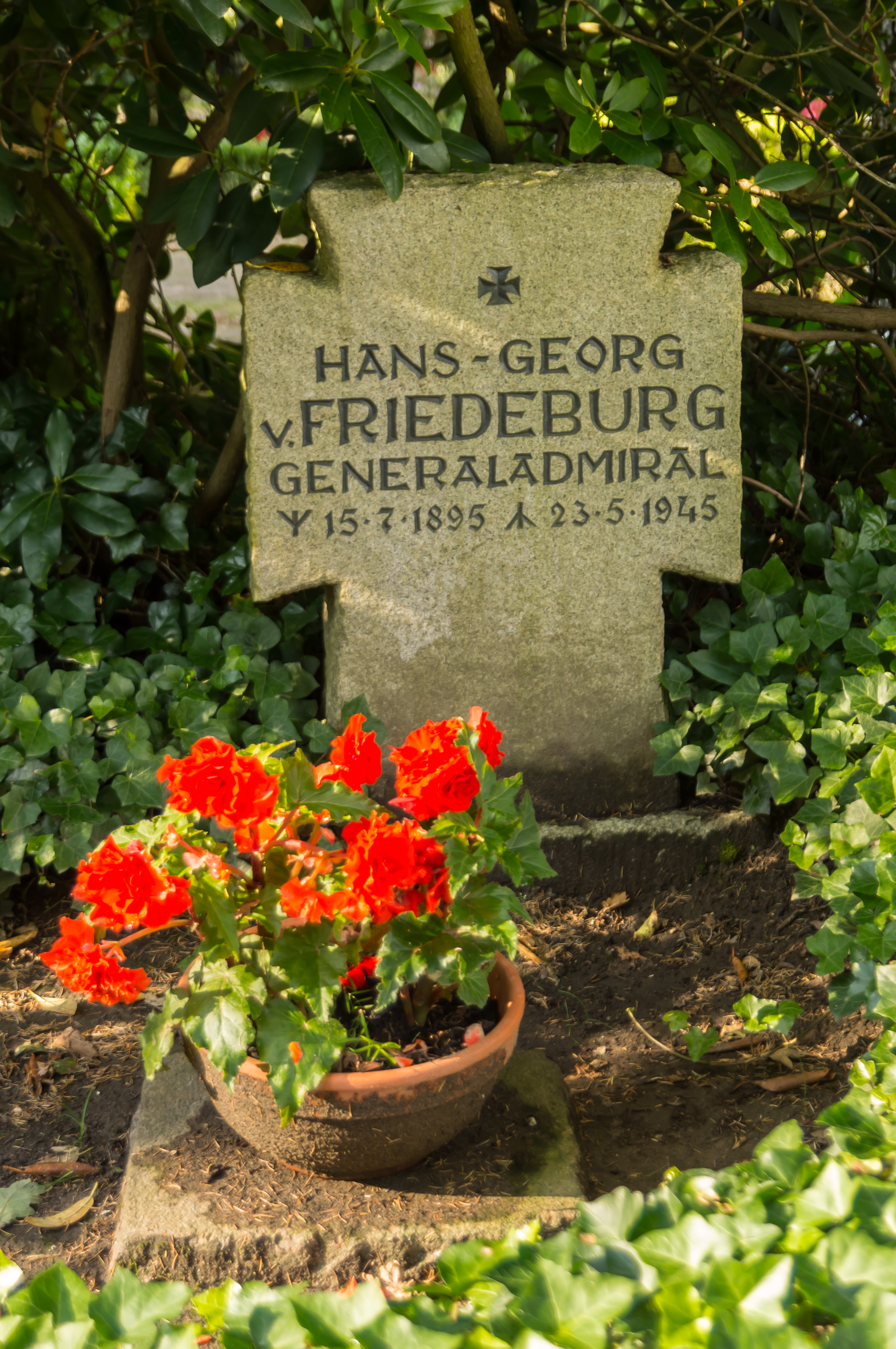
Grabstein von Hans-Georg von Friedeburg mit der „Lebensrune“ und der „Todesrune“.
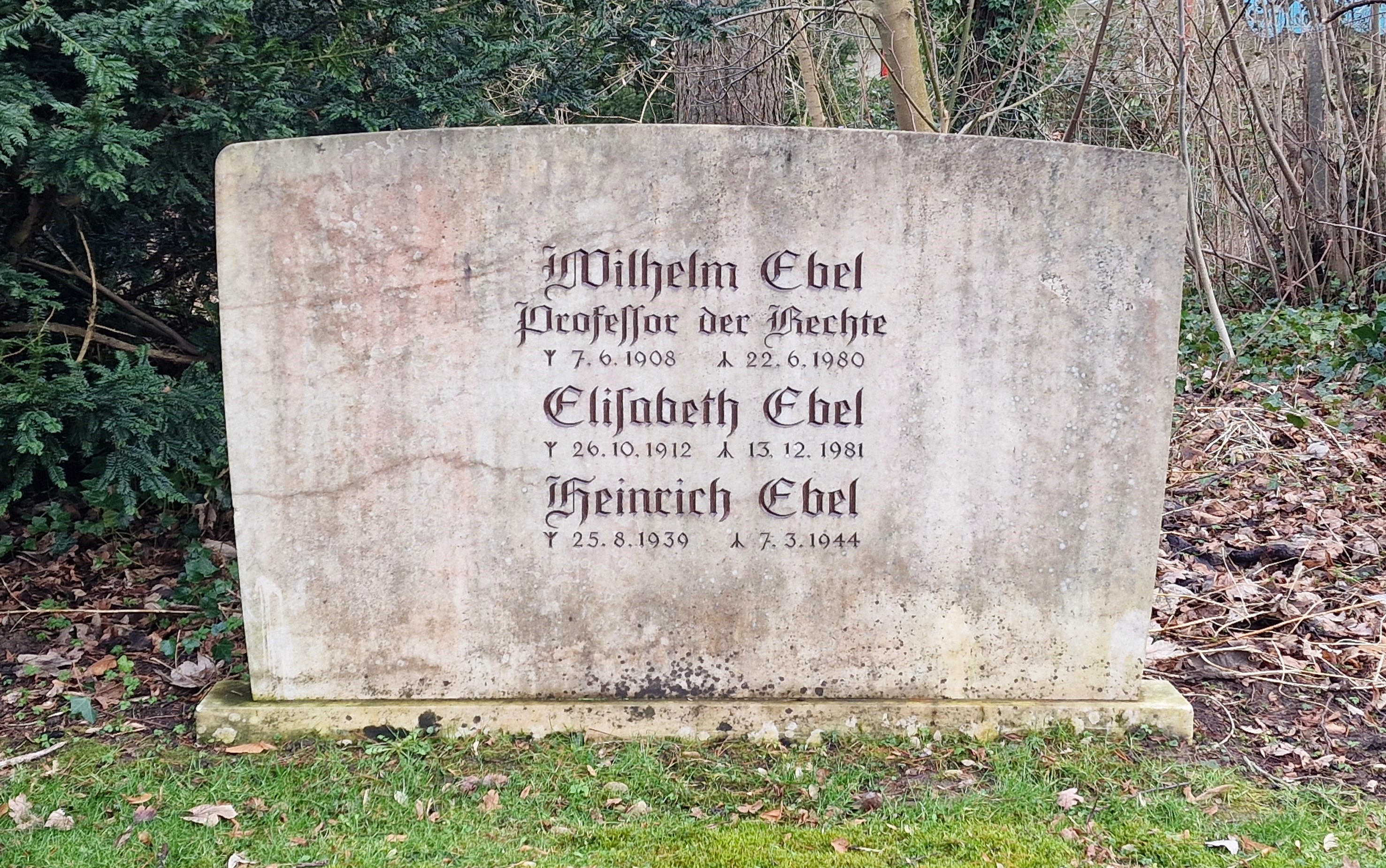
Grabstein Professor Wilhelm Ebel auf dem Stadtfriedhof Göttingen mit Elhaz-Runen
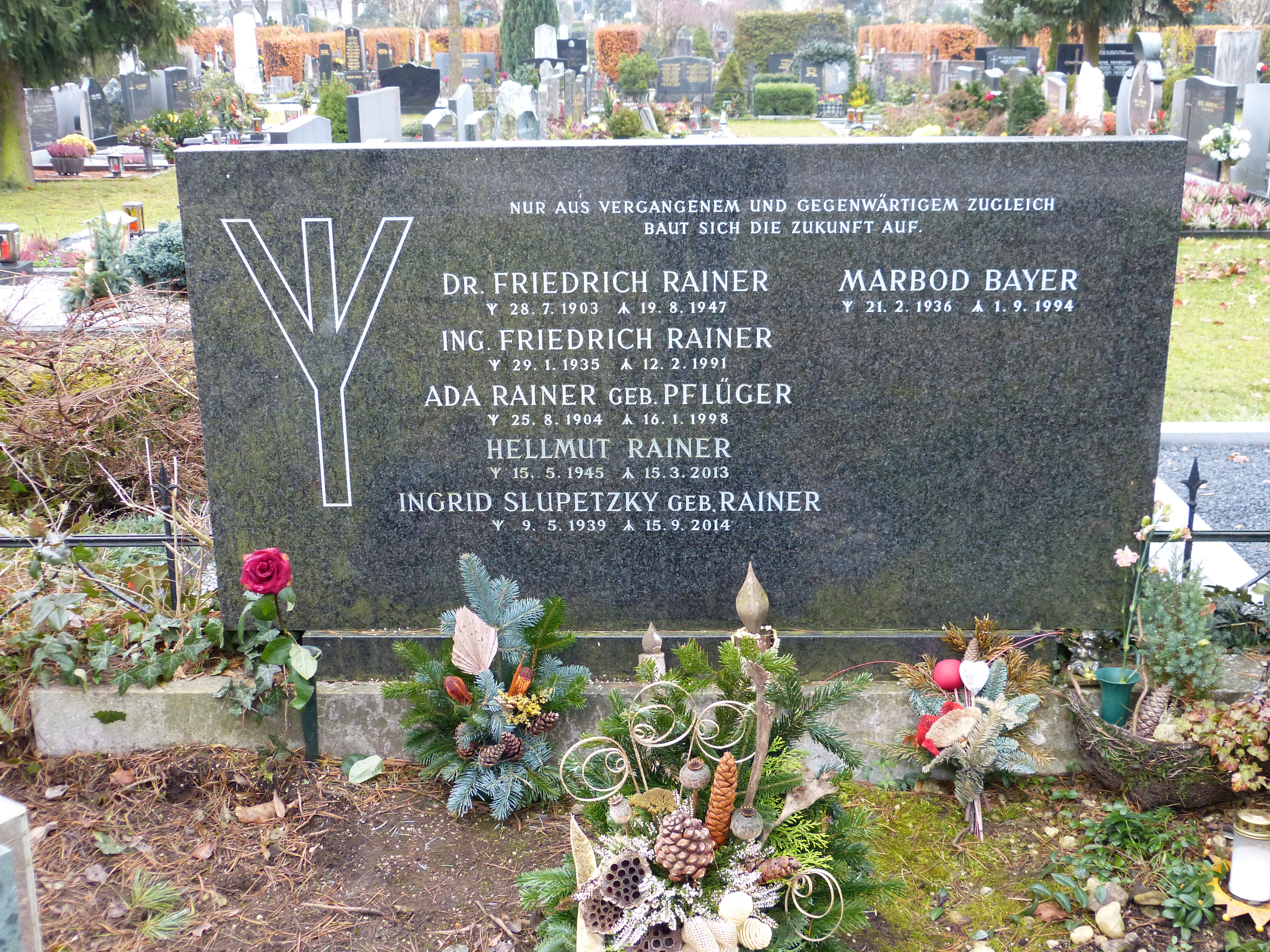
Algiz-Runen auf modernem Grabstein. Das Zitat von Adolf Hitler erinnert an den Salzburger NSDAP-Gauleiter Friedrich Rainer.
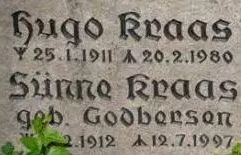
Grabstein-Inschrift (1980/1997) mit „Lebensrunen“ und „Todesrunen“, Ehepaar Hugo  und Sünne Kraas, Friedhof von Haddeby, Busdorf.
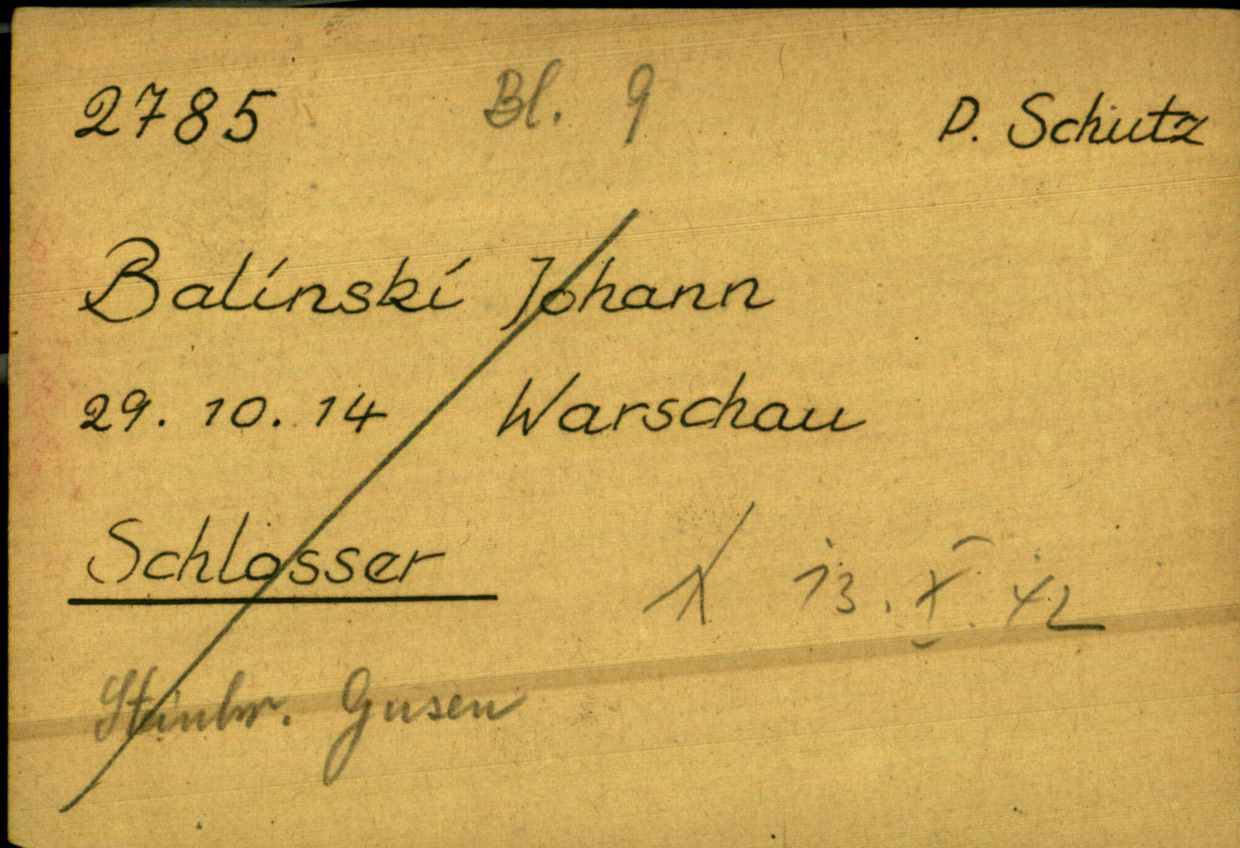
Häftlingsregisterkarte aus dem NS-Konzentrationslager Mauthausen-Gusen mit „Todesrune“ zur Angabe des Todesdatums des Gefangenen (ᛣ 13.X.42).
Grabstein auf dem Alten Zwölf-Apostel-Kirchhof in Berlin-Schöneberg.
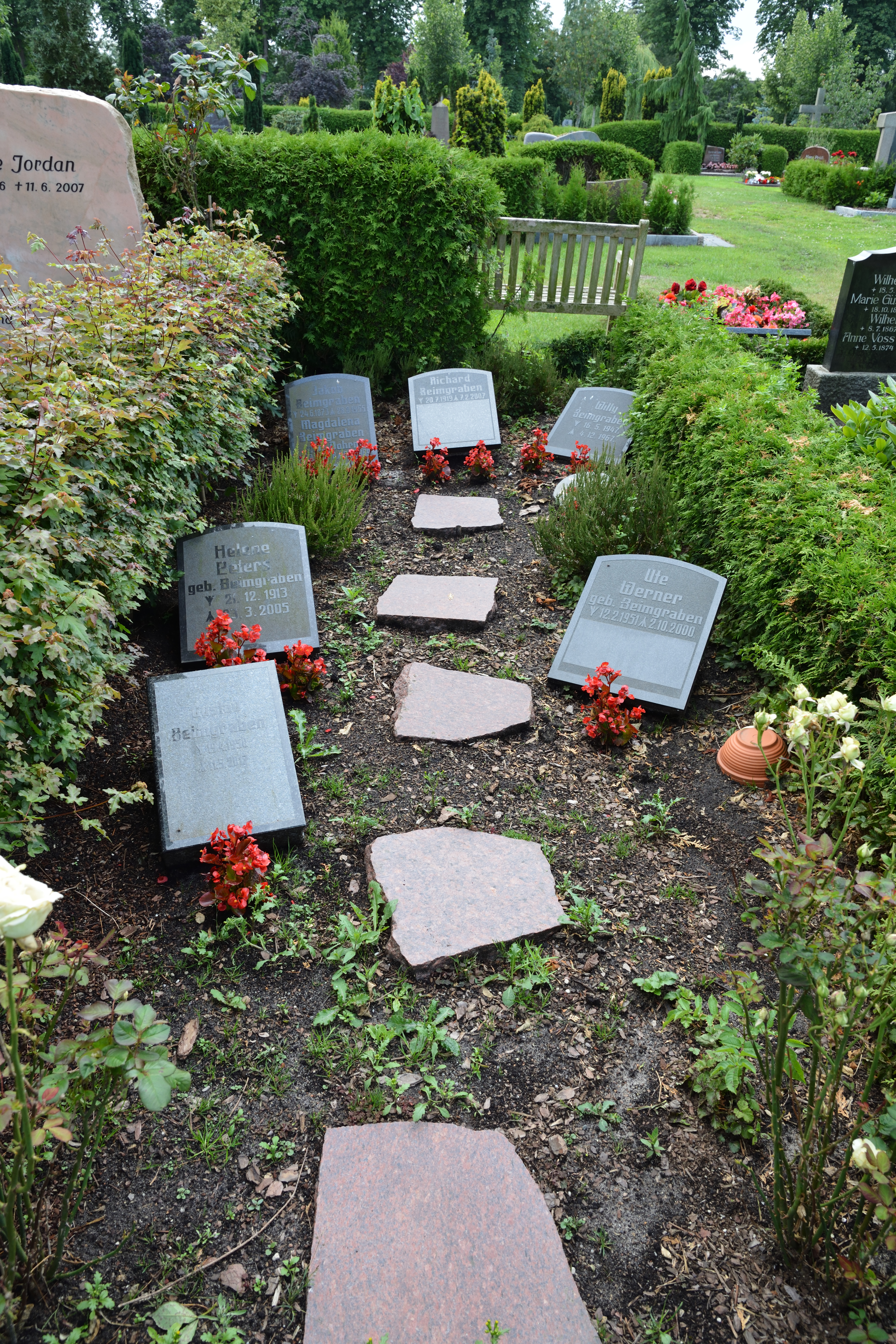
Todesdatum bis 2017 auf dem Friedhof Wilster

### Neonazismus und Rechtsextremismus

Logo der rechtsextremen schwedischen Svenskarnas parti

Die Lebensrune wird von einigen neonazistischen und rechtsextremen Organisationen verwendet.
Sie war Symbol der von 1967 bis 1988 in Österreich bestehenden Nationaldemokratischen Partei (NDP). Diese wurde vom österreichischen Rechtsextremisten Norbert Burger gegründet und ist auch auf dessen ehemaligem Wohnhaus in Kirchberg am Wechsel (Niederösterreich) abgebildet.

Flagge der Allgermanischen Heidnischen Front

Die Rune gehörte zu den Symbolen der Allgermanischen Heidnischen Front und der Deutschen Heidnischen Front. Das im Verfassungsschutzbericht Brandenburg 2016 genannte Bürgerbündnis Havelland führt zwei Elhaz-Runen in seinem Organisationssymbol.